# Достопримечательности Нафплиона
Достопримечательности Нафплиона — храмы, крепости, площади и улицы греческого города Нафплиона, большую часть которого представляет застройка в неокласическом стиле XIX века, в период когда город был первой столицей возрождённого греческого государства..

## Описание
Среди достопримечательностей Нафплиона — Старый город, сохранивший остатки стен и ворота. Эти укрепления датированы 1708 годом. Сохранились сооружения XII—XVIII веков, среди которых византийская церковь Святой Софии, собор Святого Георгия, строительство которого началось в XVI веке, церкви Богородицы Панагии, Святого Спиридона. Сохранилась часовня Святых Апостолов при больнице, которая была основана в 1394 году, мечеть «Вулефтико», получившая своё имя от заседавшего здесь парламента (Вули) революционной Греции (1822-1828), венецианский арсенал. Среди других достопримечательностей города — жилые дома, построенные в XIX—XX веке, среди которых есть резиденция наместника короля Й. Л. фон Армансперга, ратуша, здание Национального Банка Греции, в архитектуре которого можно увидеть элементы древнемикенской архитектуры.

### Крепость Кастель-Пасквалиго
Крепость Кастель-Пасквалиго, также именуемая Бурдзи (греч. Bourtzi), расположена на острове Бурдзи, который входит в общину Нафплион. Крепость Кастель-Пасквалиго — один из символов города. По одним данным ее построили в 1471 году, по другим данным в 1473 году. Архитектором был А. Гамбелло.

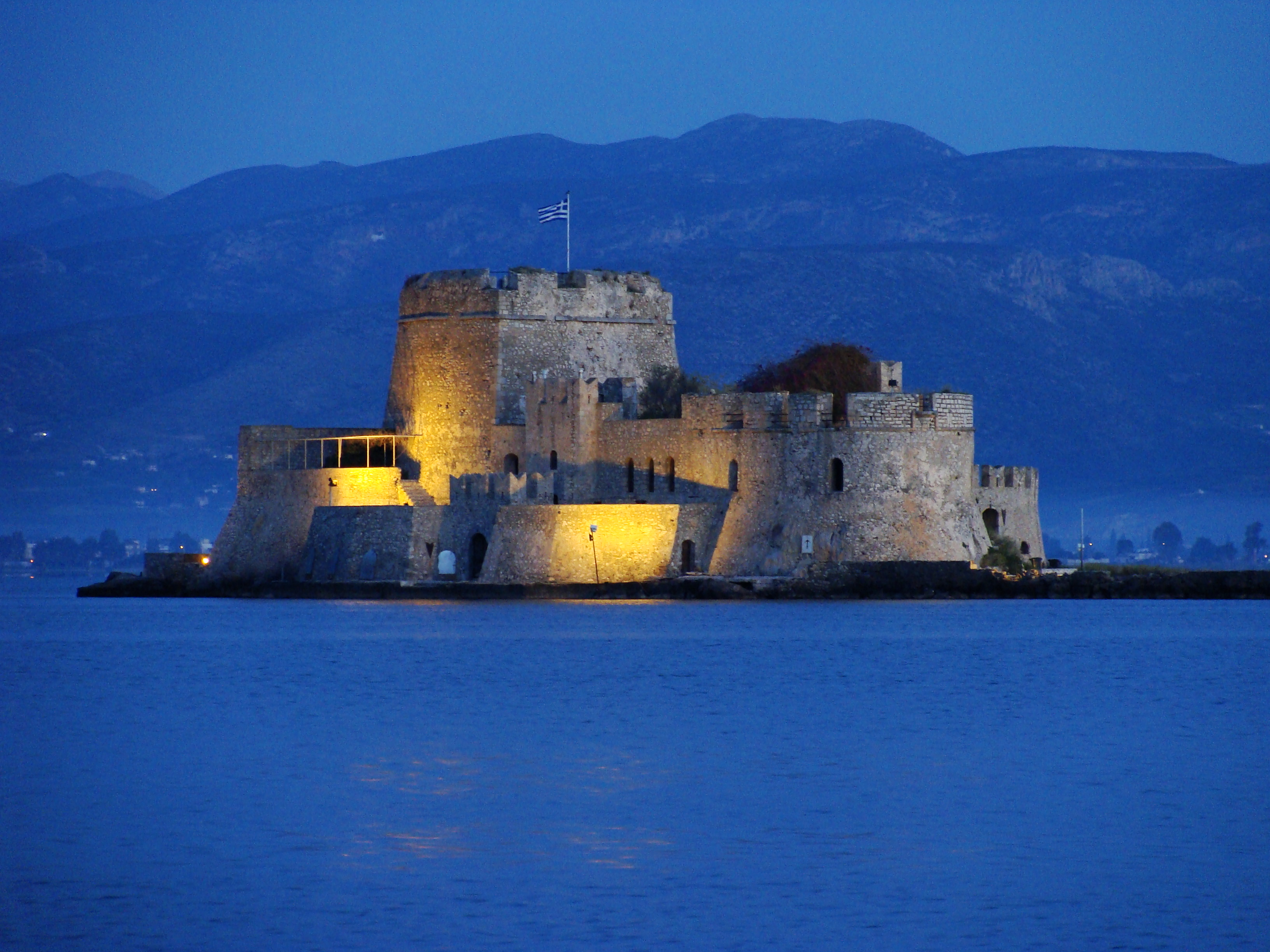
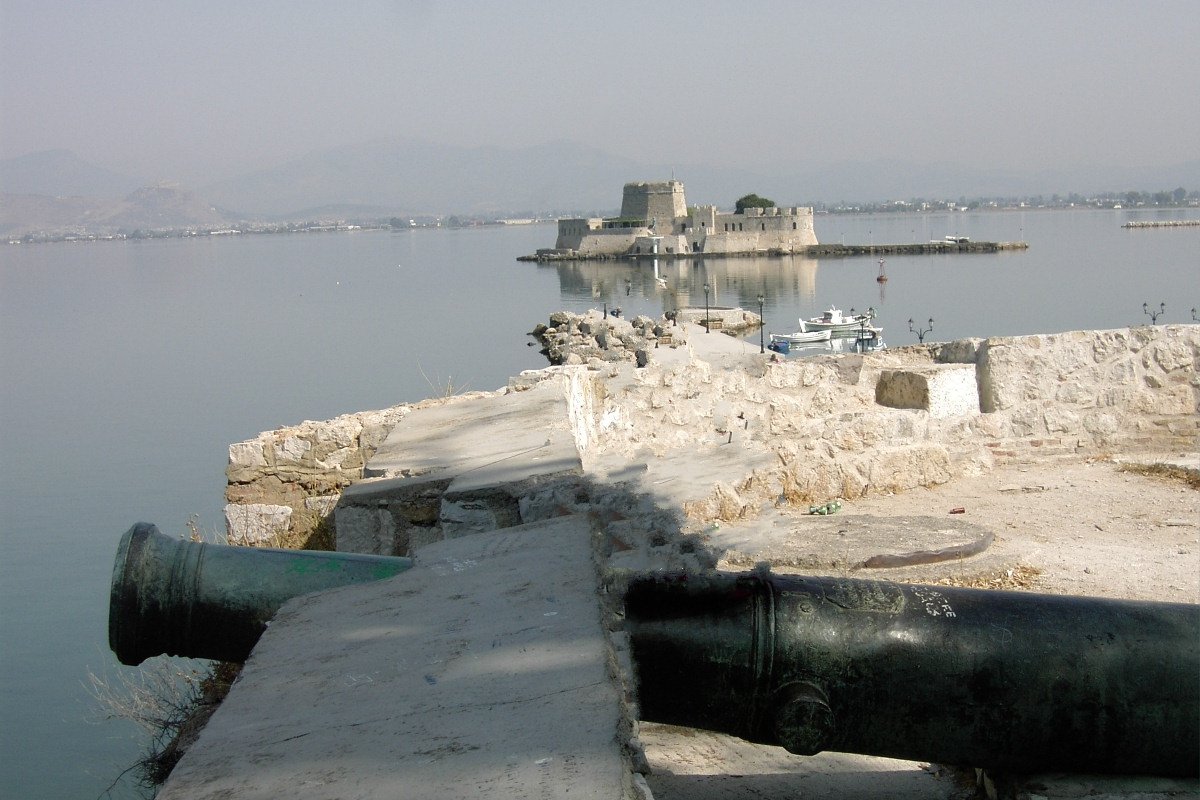
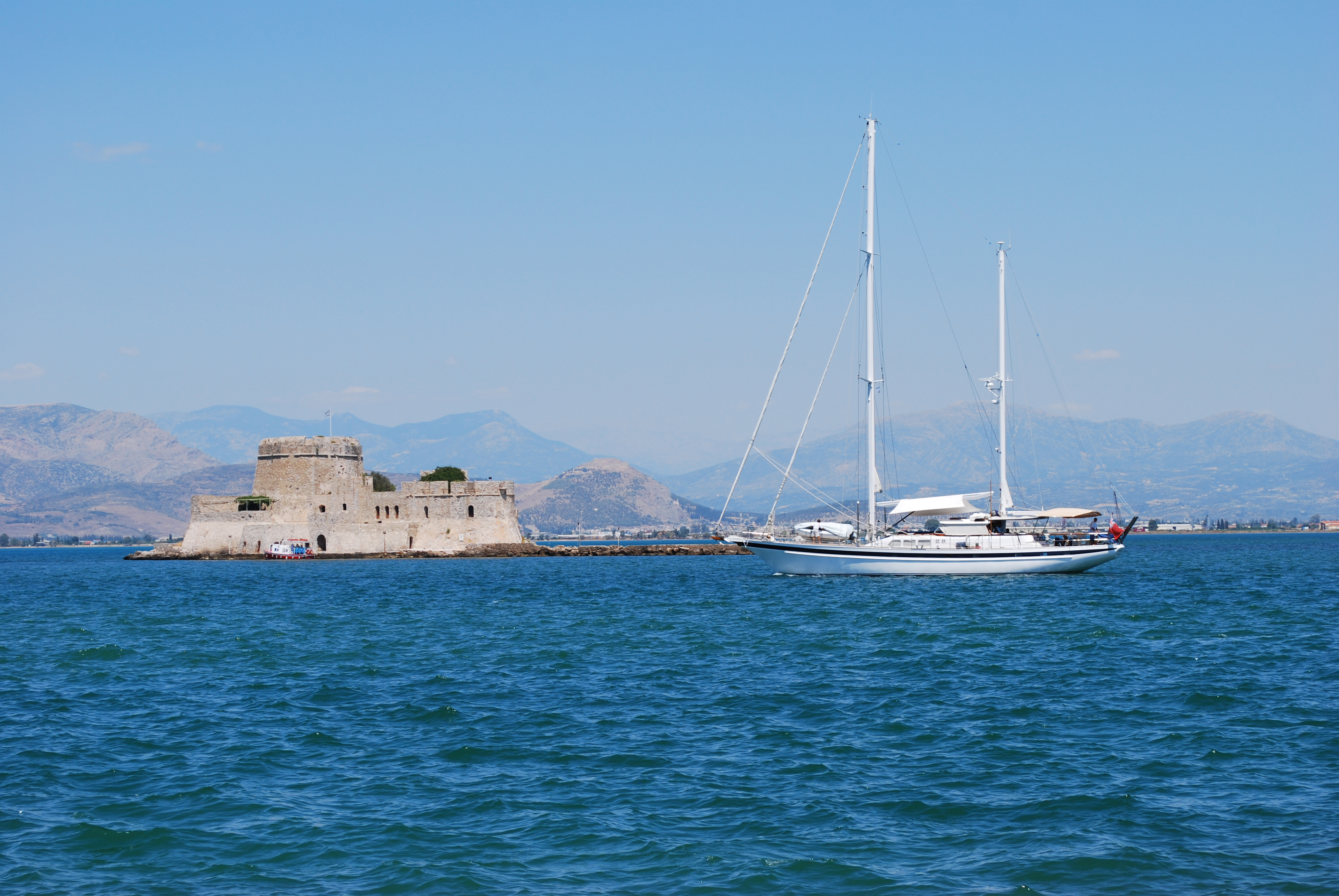
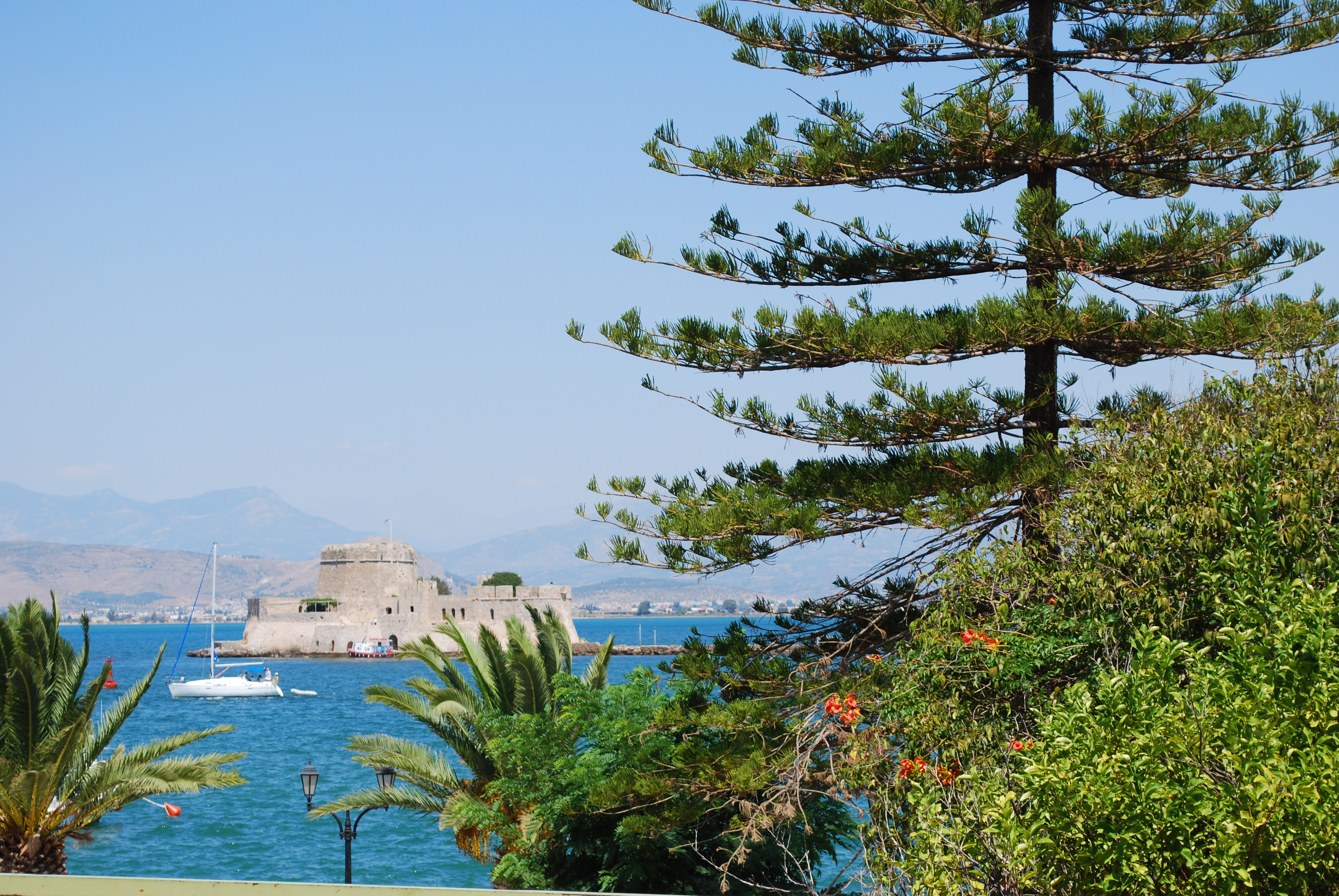
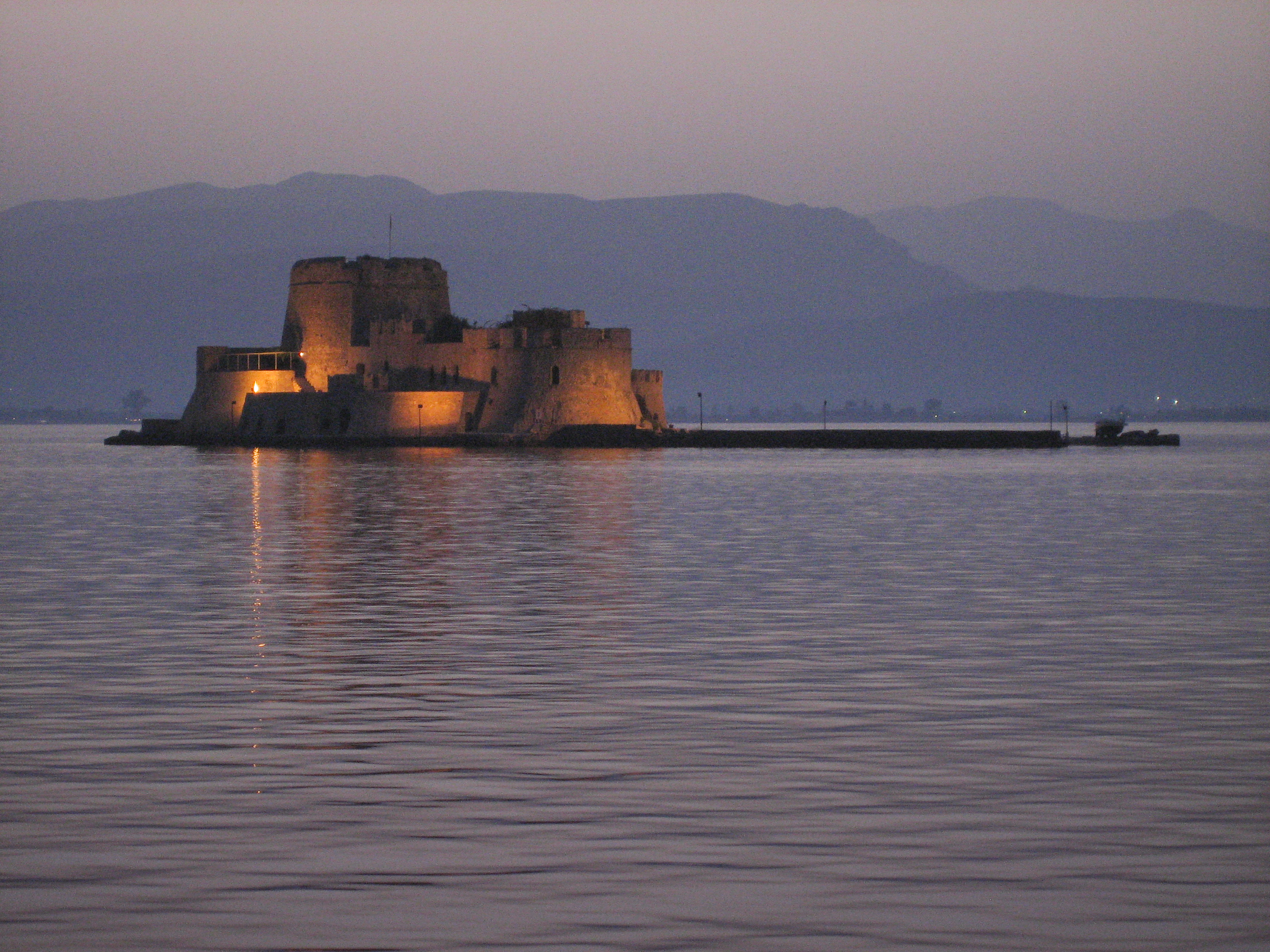
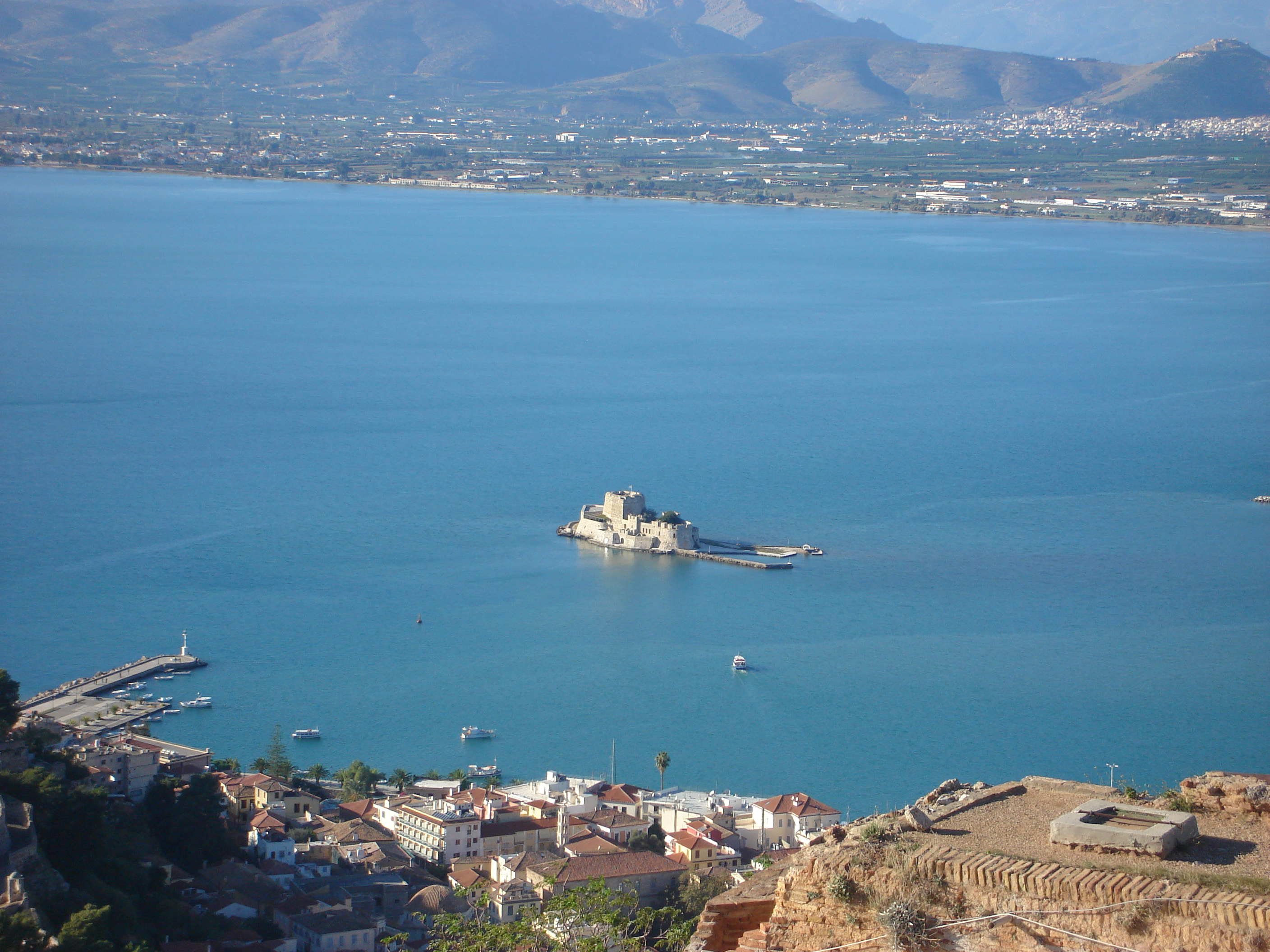

### Набережная адмирала Миаулиса
Набережная адмирала Миаулиса (греч. Akti Miaouli) — одна из достопримечательностей города, с которой открывается вид на крепость Бурдзи, Аргосский залив и горы.

### Крепость Ич-Кале
Крепость Ич-Кале размещается на низком холме над городом. На турецком языке такое название переводится как «Внутренняя крепость» (тур. Iç Kale). Греческая, турецкая и франкская культуры оставили свои следы на стенах крепости. С северной стороны крепости в нижней части размещена античная многоугольная кладка. Греки называют эту крепость Акронафплия (греч. Ακροναυπλία).

### Паламиди
Паламиди (греч. Palamidi) — самая новая из городских крепостей. Летом она открыта с 8:00 до 18:45, зимой с 08:00 утра до 17:00. Крепость была построена в период второго венецианского владычества как усовершенствованная альтернатива Ич-Кале, потому что в Паламиди можно было использовать пушки и порох. Существует греческая легенда, согласно которой, существовал венецианский строитель, который помог туркам захватить крепость, сообщив им ее особенности. Чтобы добраться от крепости до города, нужно подняться по 852 ступенькам. Высота холма составляет 215 метров. Туристам советуют подниматься к крепости на такси, по асфальтированной дороге с северной стороны.

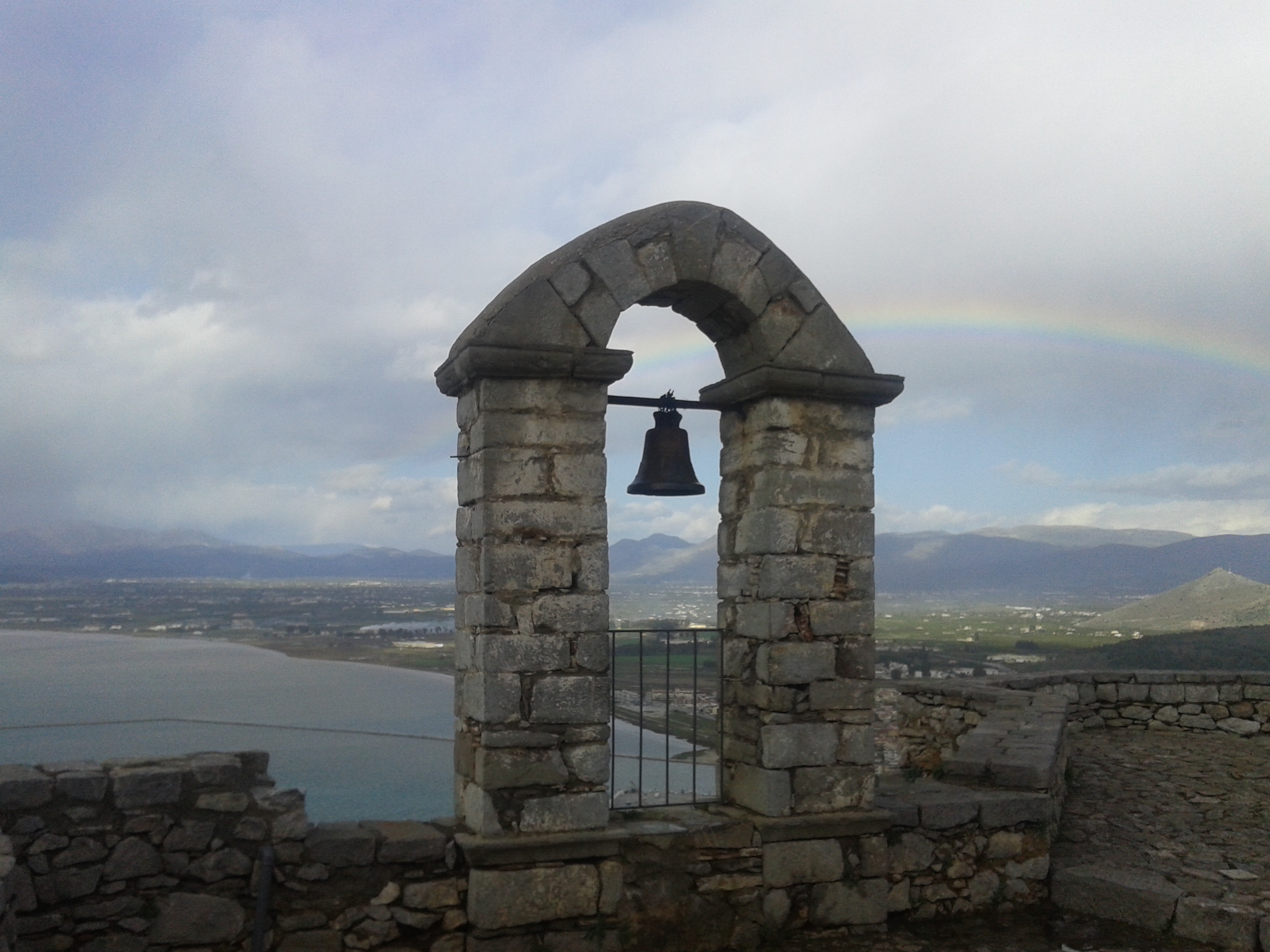
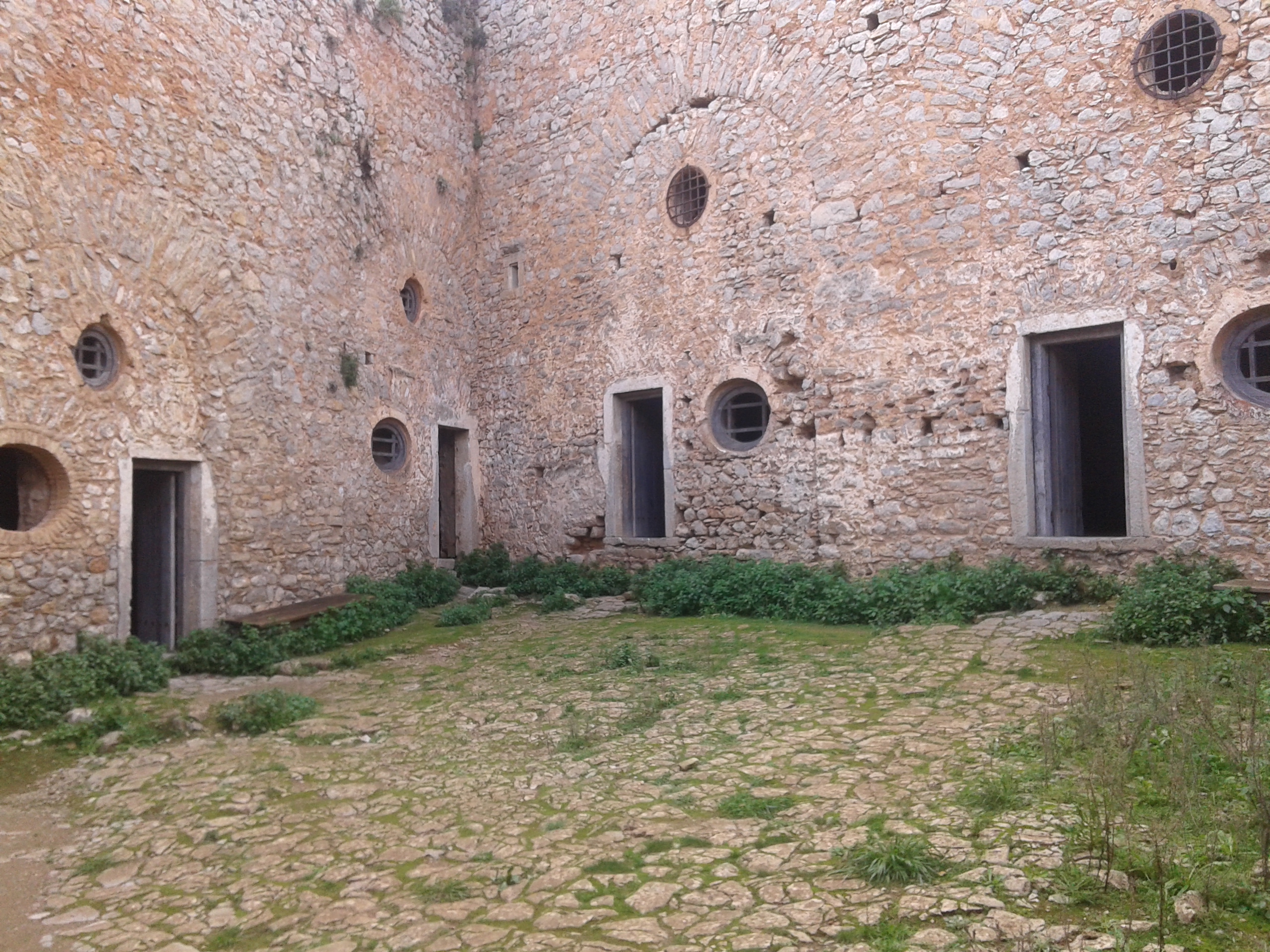
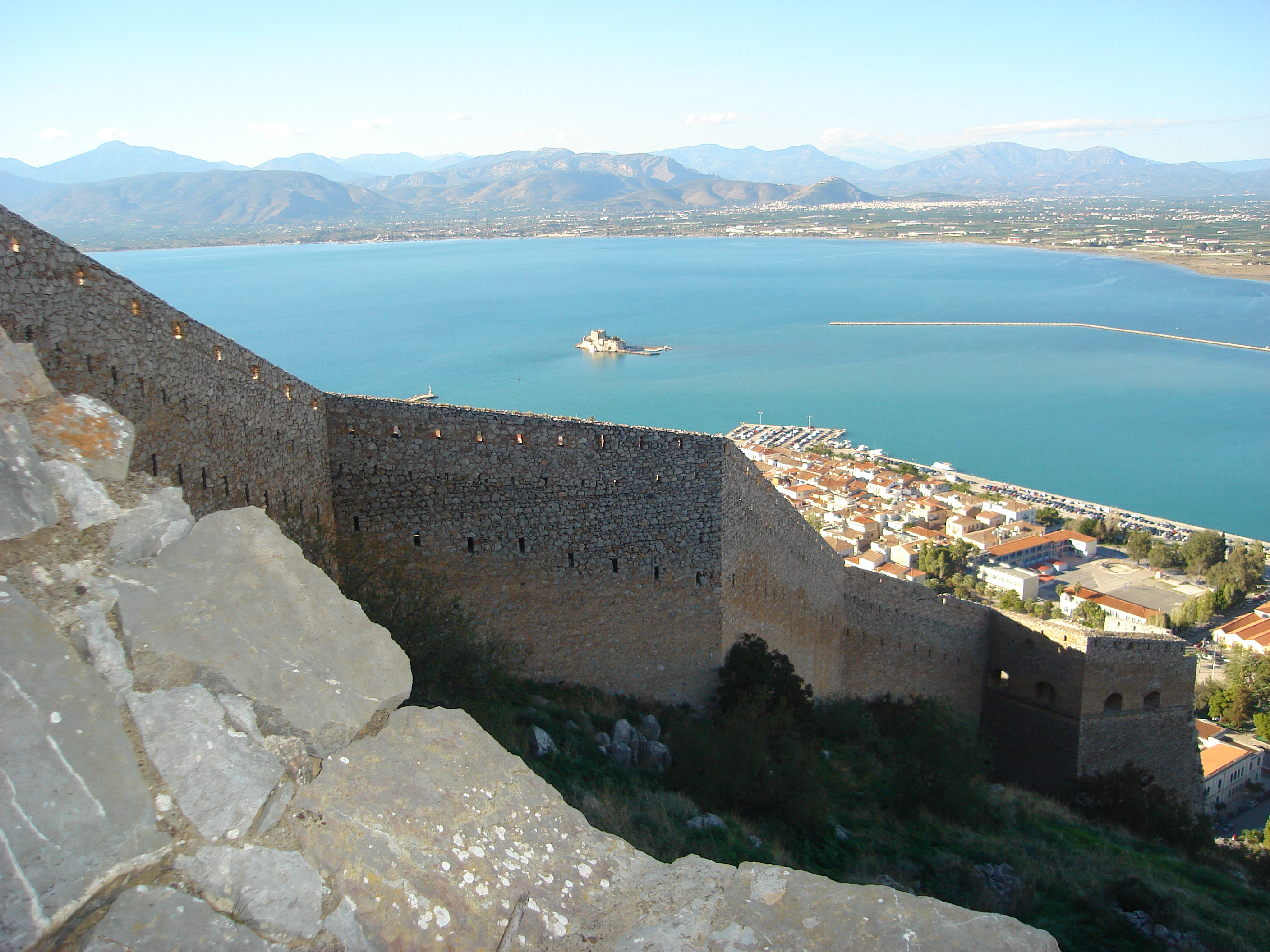
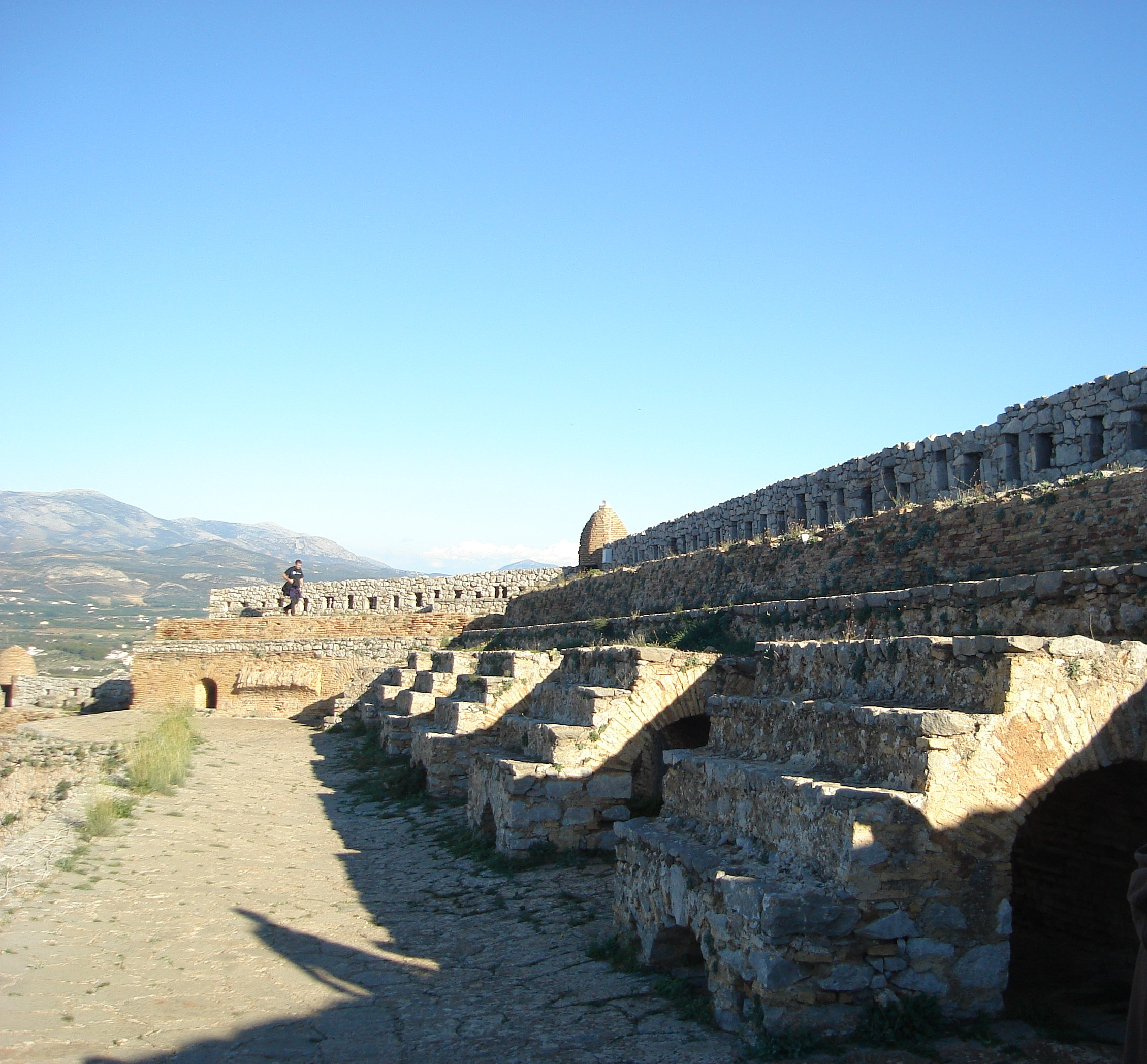
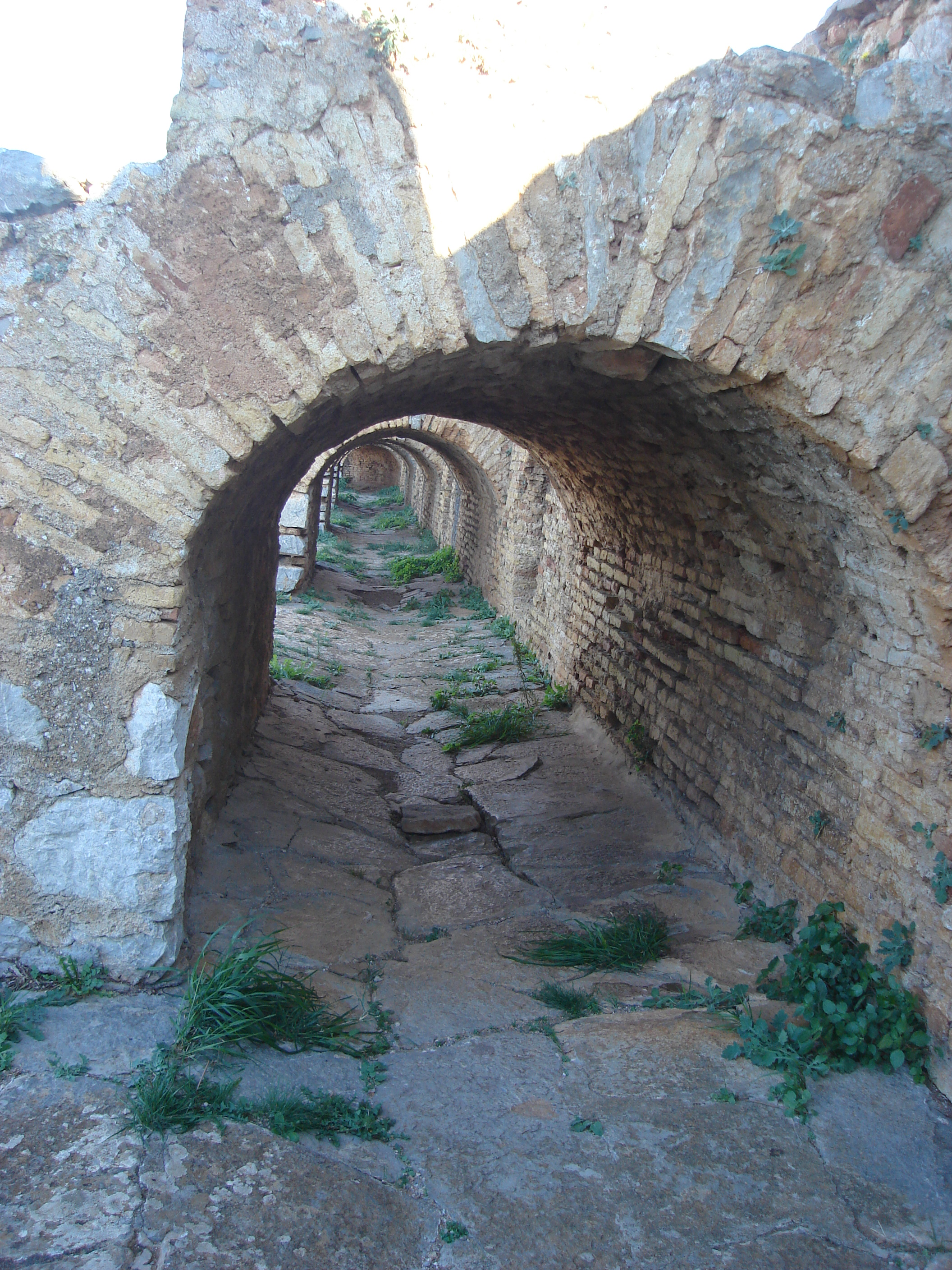
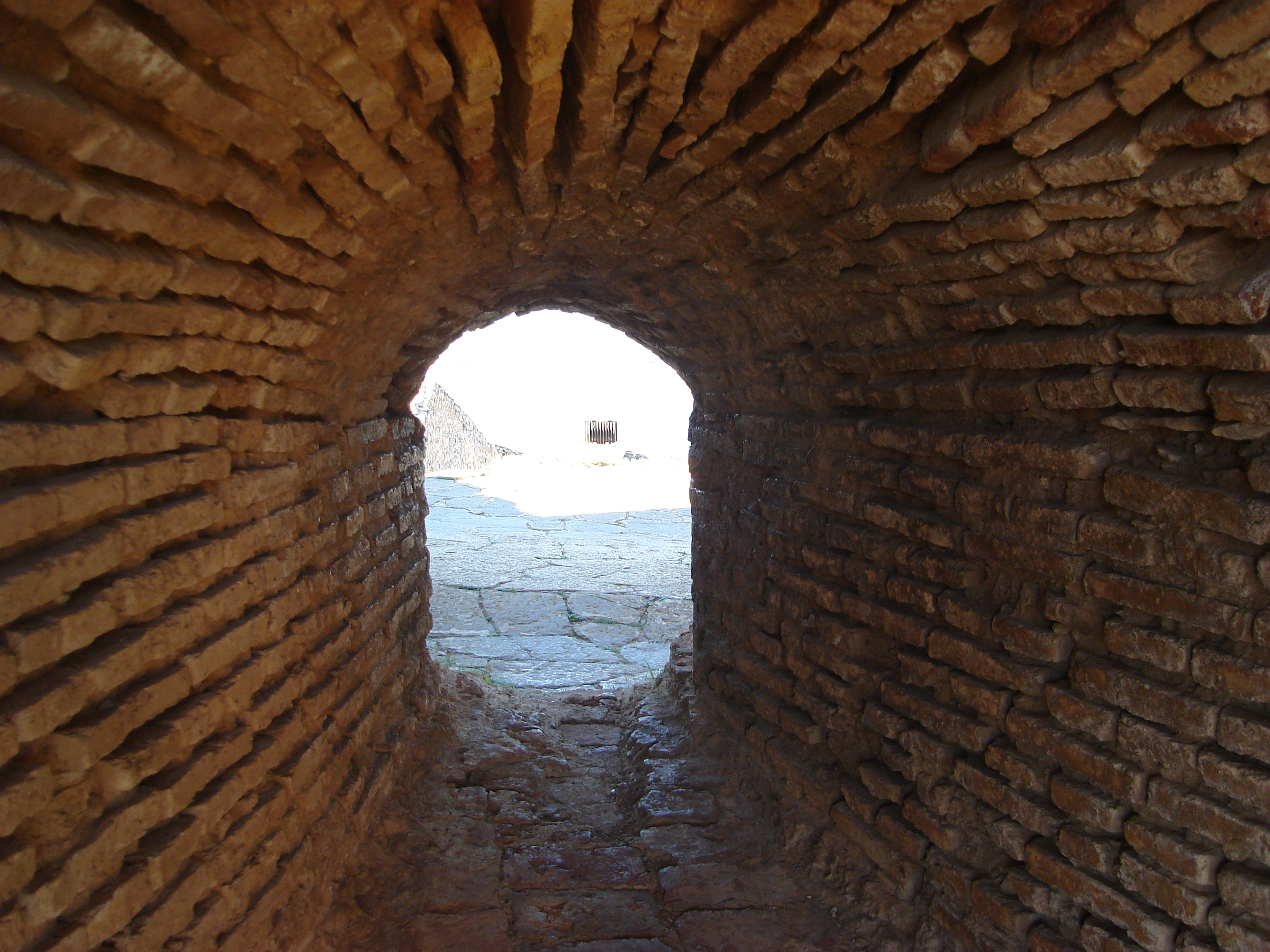

### Площадь военачальника Никитараса
Площадь Никитараса (греч. Pl. Nikitara) — одна из площадей Нафплиона.

### Улица Василеос-Константину
Улица короля Константина (Василеос-Константину, греч. Od. Vasileos Konstantinou)- главная, пешеходная улица Нафплиона.

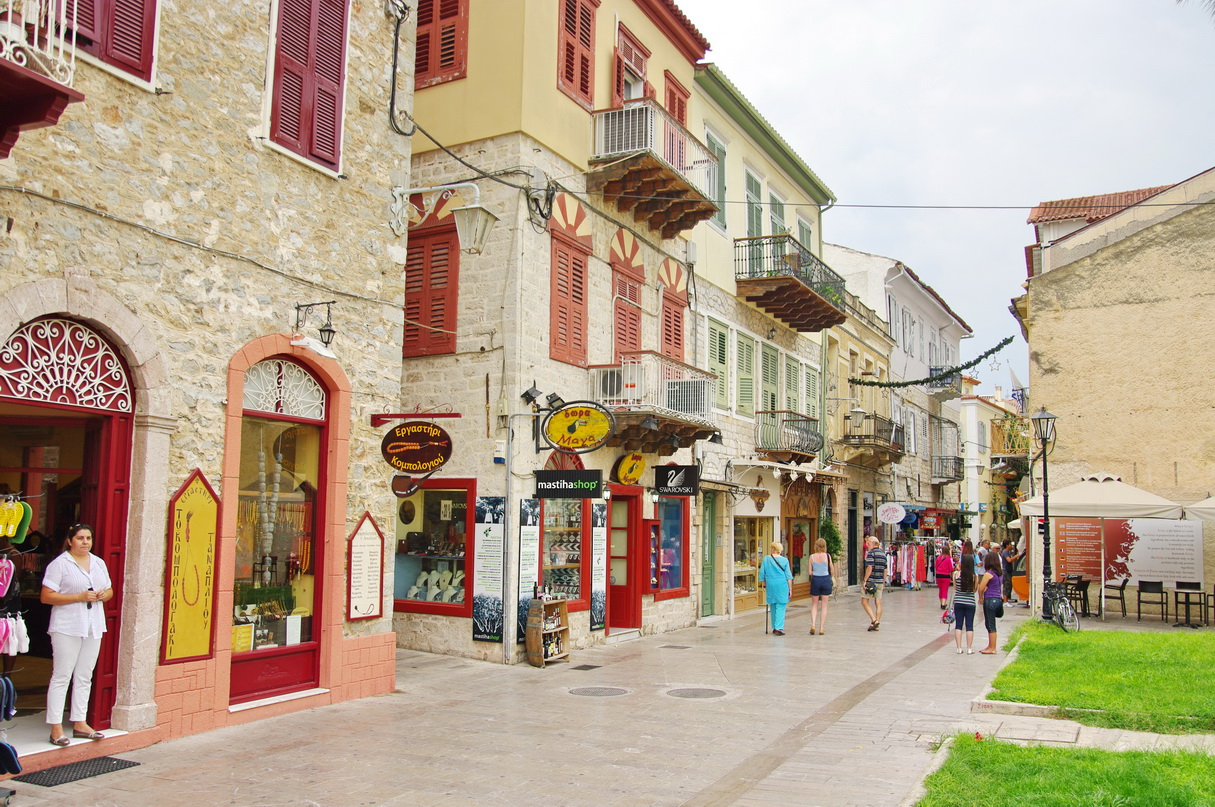
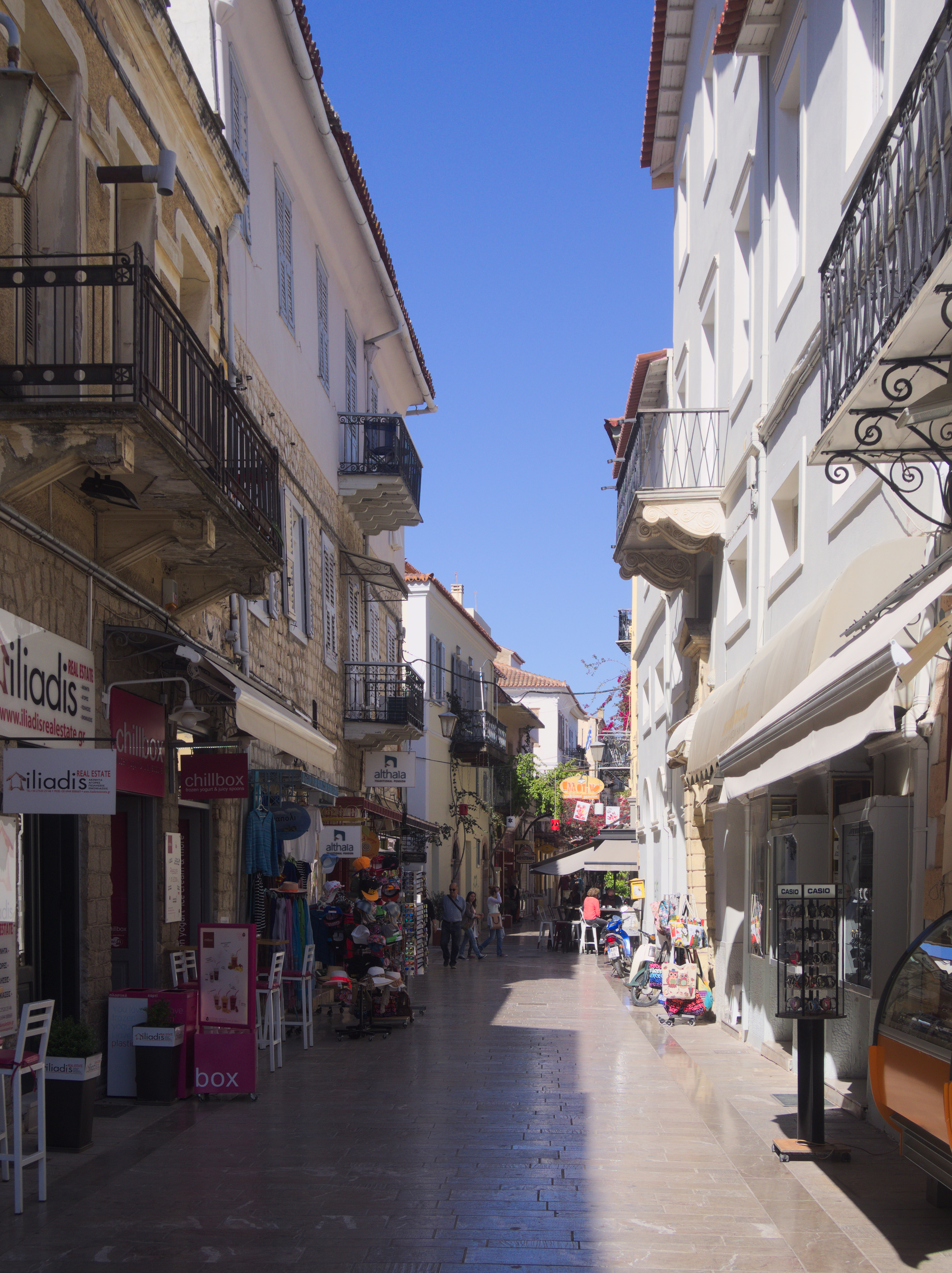
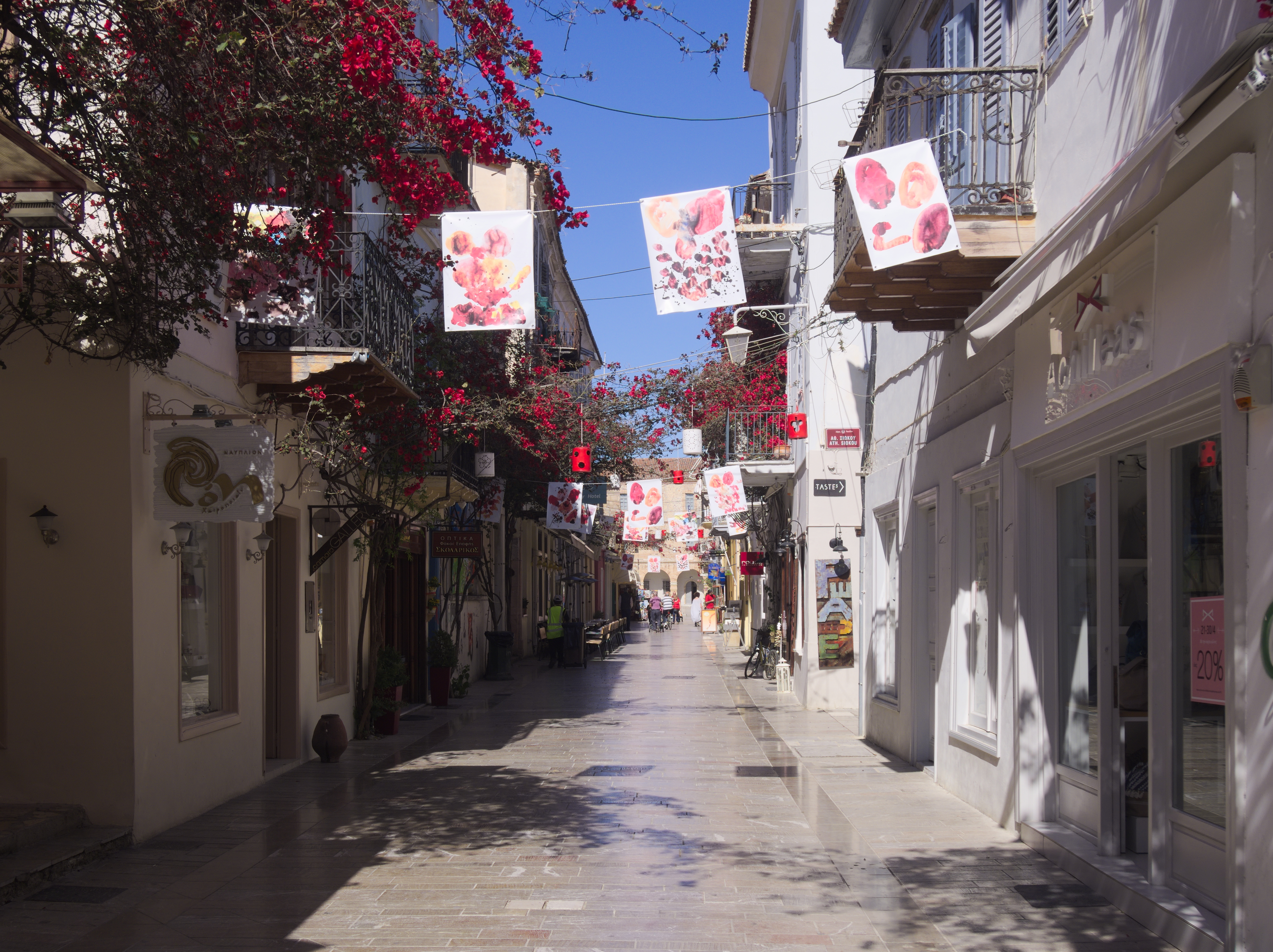

### Площадь Синтагматос
Площадь Конституции (Синтагматос, греч. Pl. Sintagmatos) — одна из достопримечательностей города, на ней расположено здание венецианского арсенала конца XVII века. В этом здании сейчас находится Археологический музей. Среди его экспонатов — предметы из гробниц и акрополей микенского времени. Здесь можно увидеть бронзовые доспехи микенского воина, в которых воевали под Троей. Часть Старого города.

### Этнографический музей
Этнографический музей расположен на улице короля Александра (Od. Vasileos Alexandros, 1). От открыт со среды по понедельник, с 09:00 по 15:00. В феврале музей не работает.

### Церковь Метаморфосис
Церковь Метамо́рфосис или Церковь Преображения — католическая церковь на улице Потамьяну (греч. Potamianou). Вначале это был византийский монастырь, затем мечеть, затем католический храм. Построен в XIII—XIV веках.

### Городские фонтаны
Фонтаны в Нафплионе, которые остались в городе еще от турок. Расположены на улице Каподистриу.

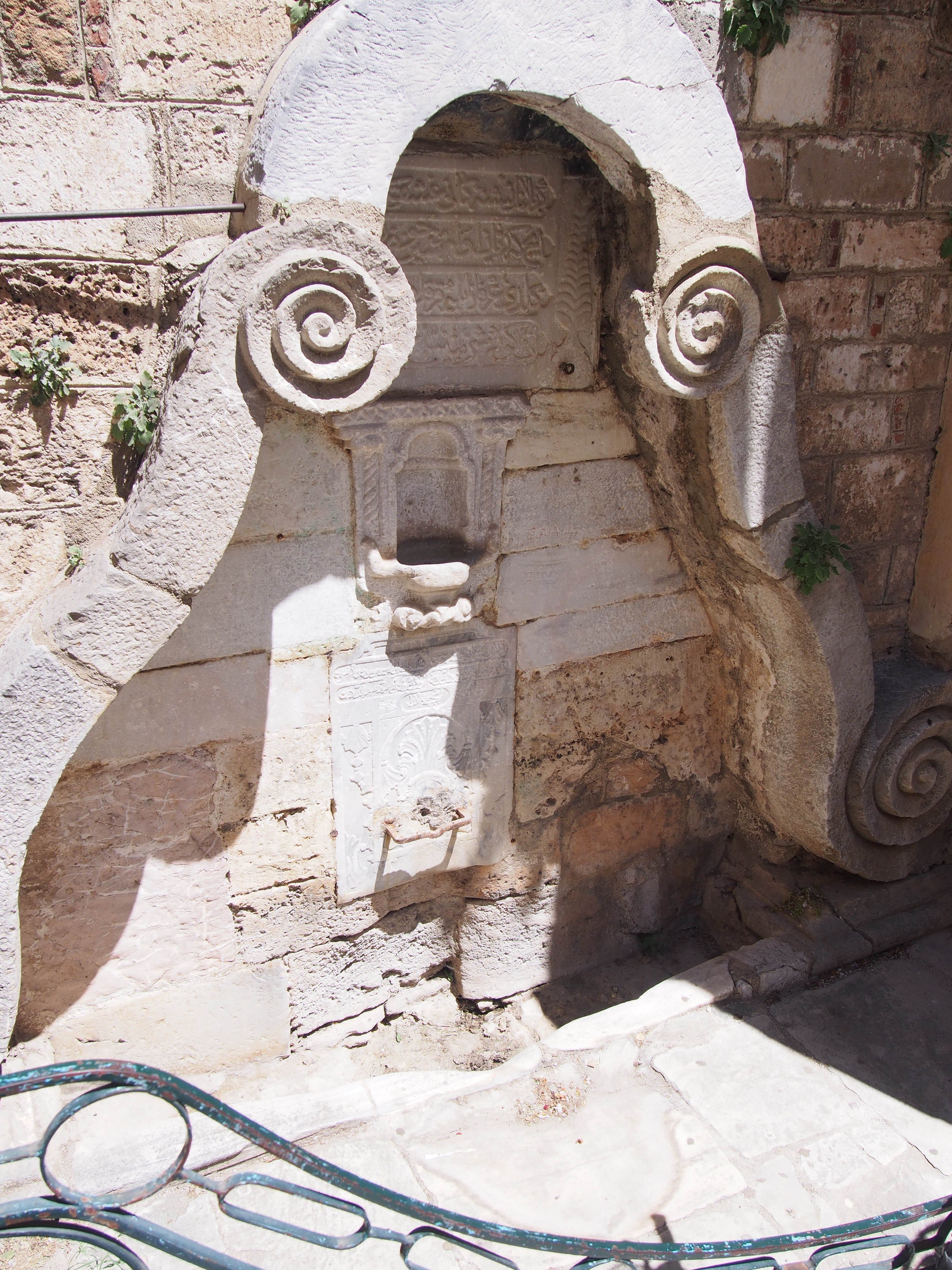
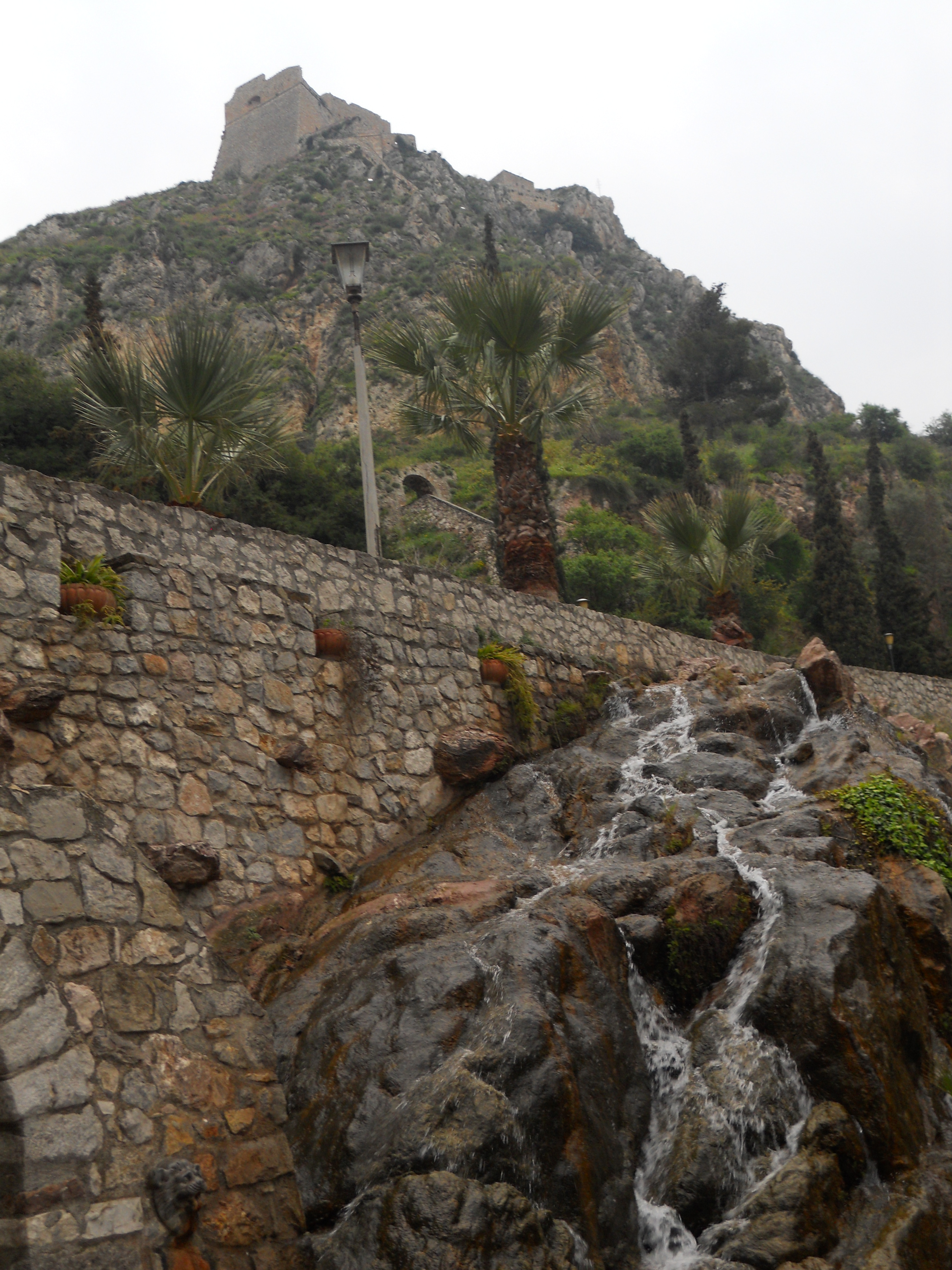
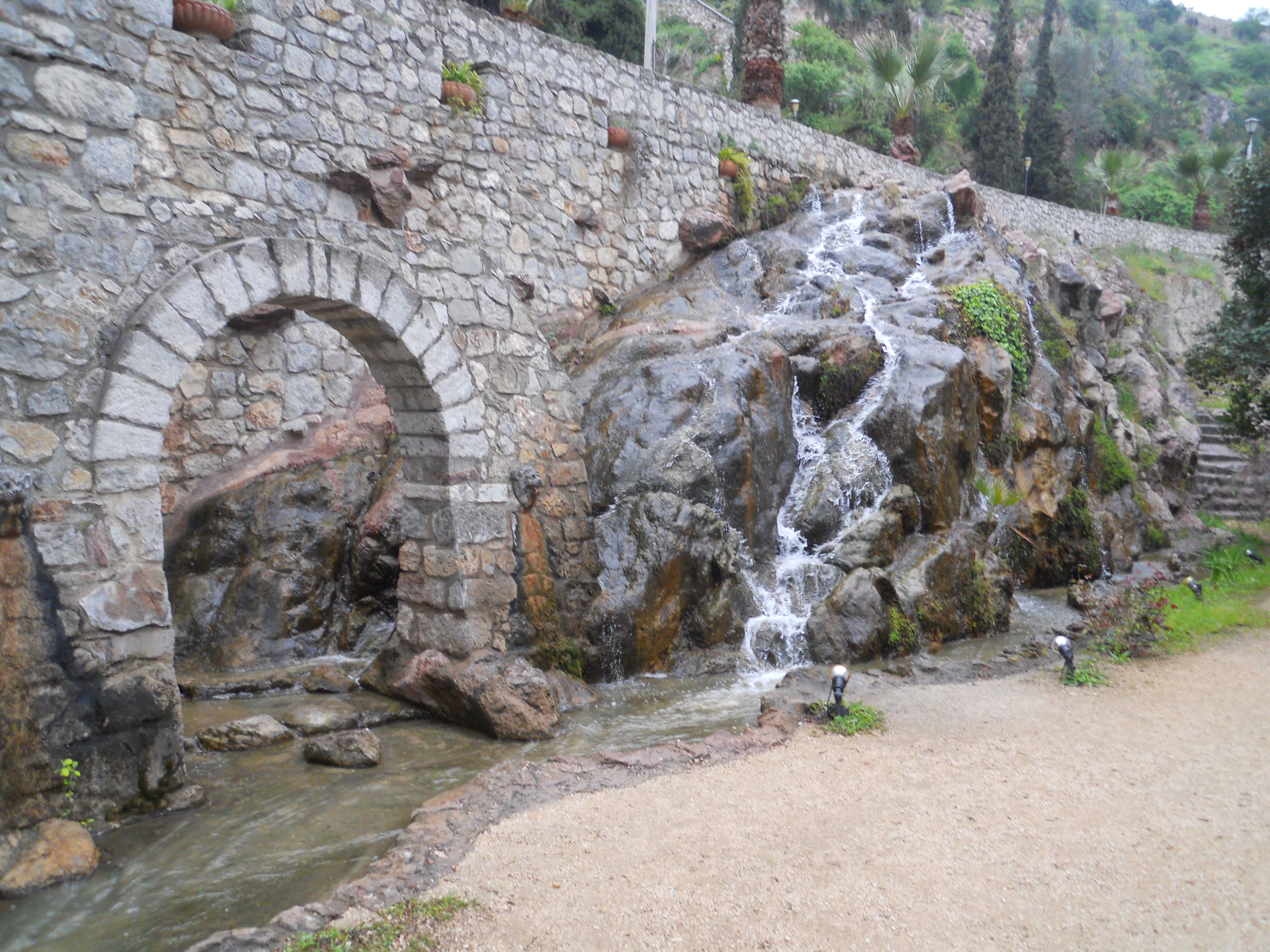
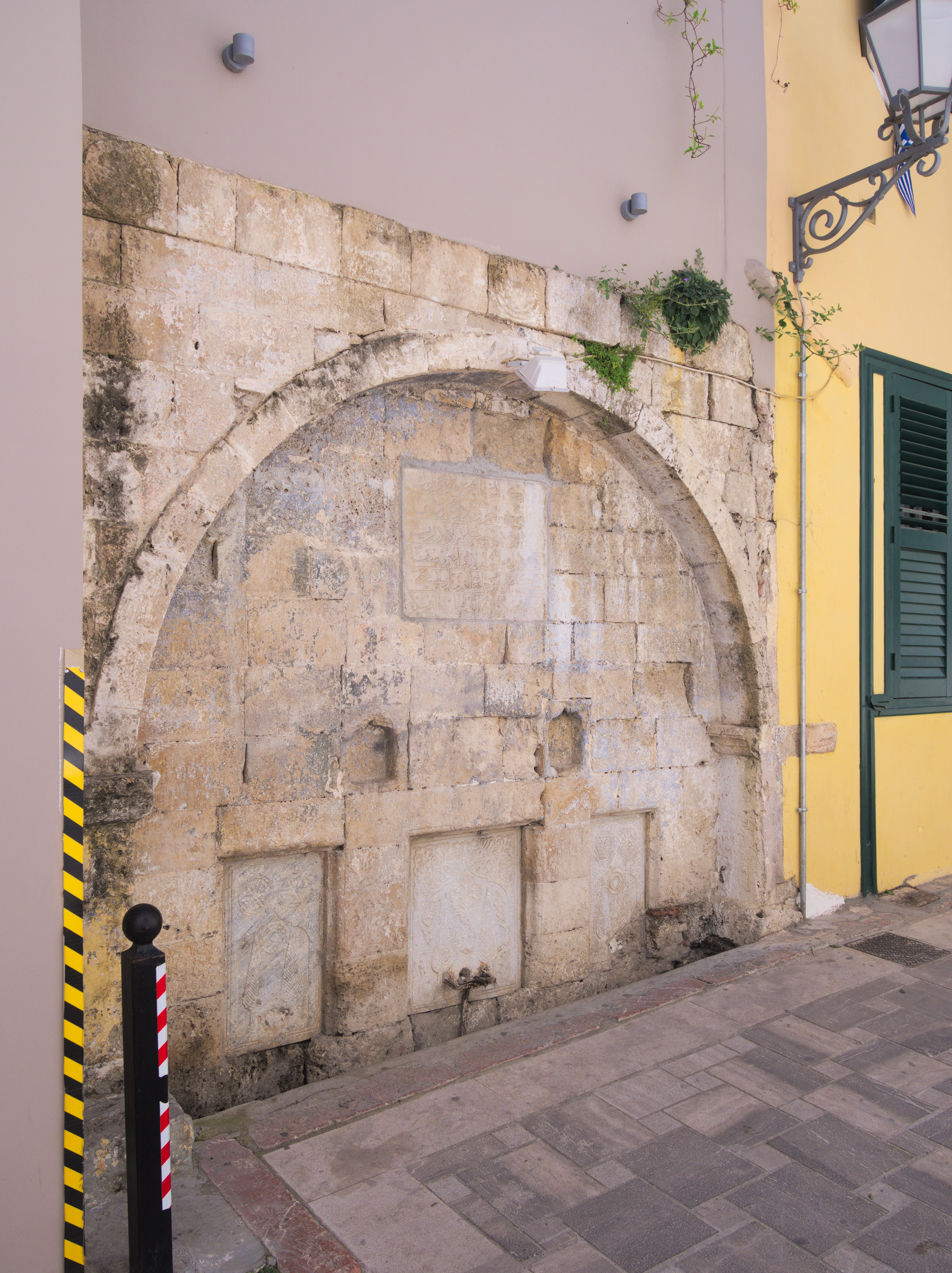
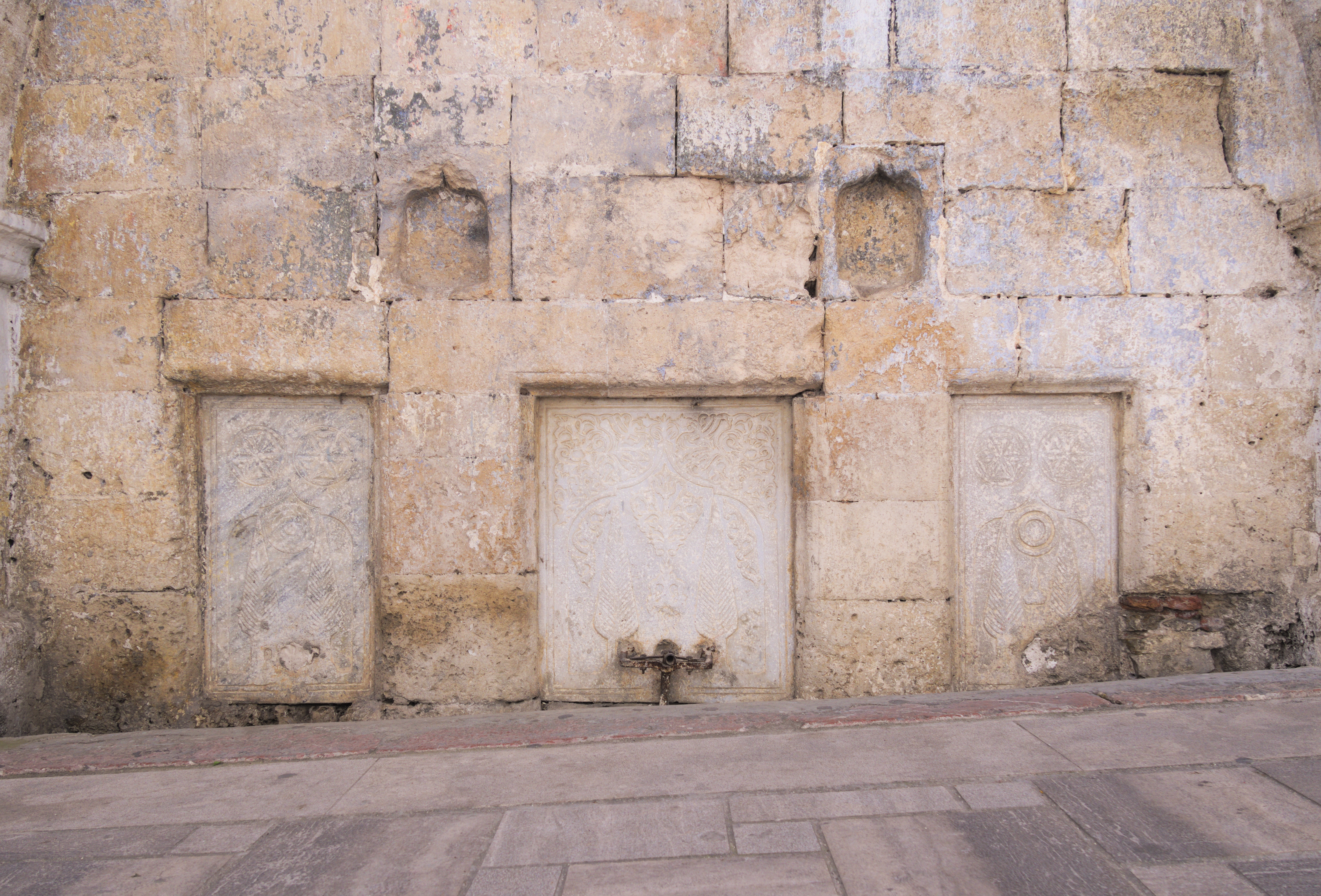
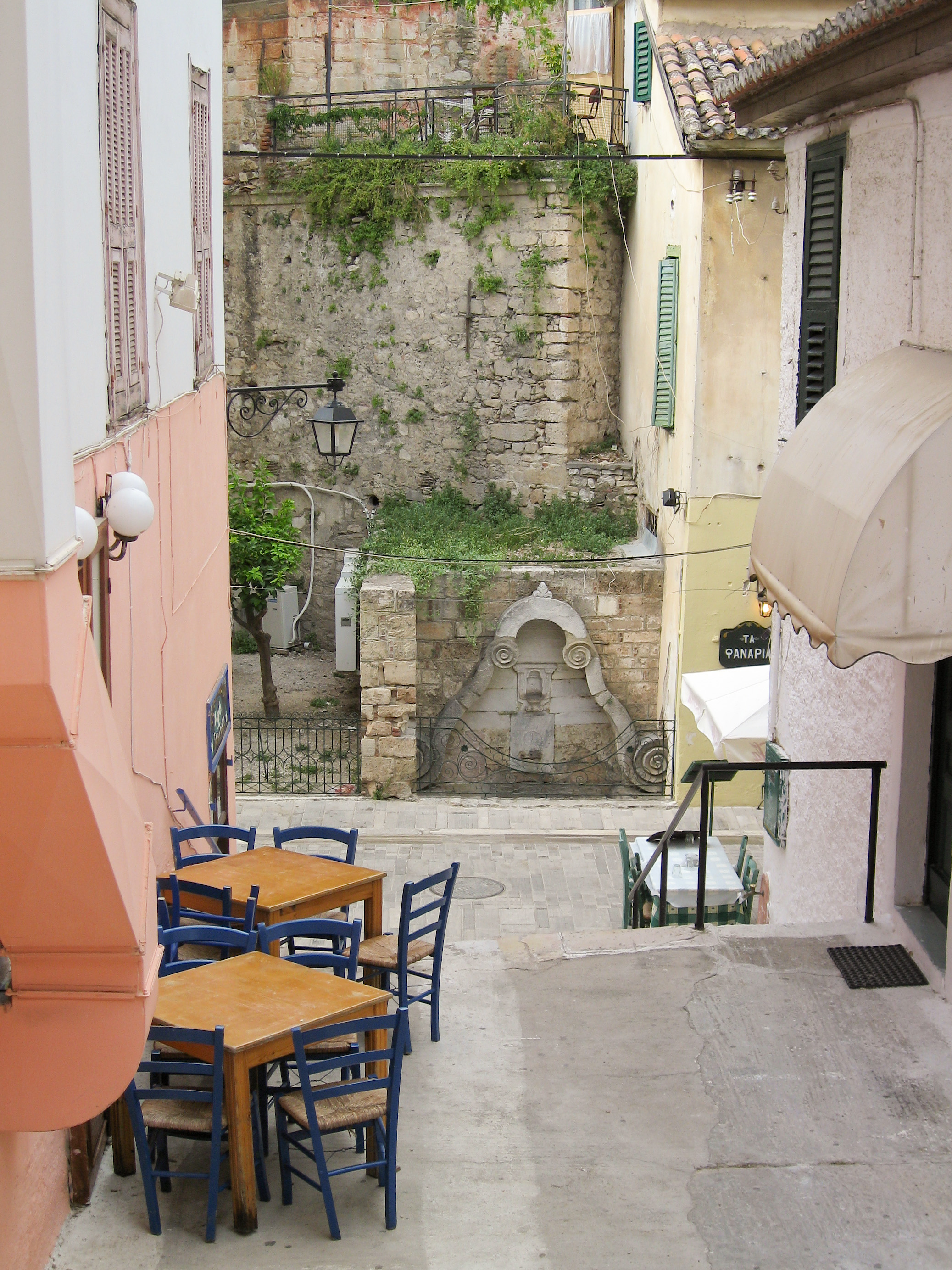

### Храм Святого врачевателя Луки
Храм Святого врачевателя Луки в Нафплионе — первый храм в честь святого врачевателя Луки, который был освящен на территории Пелопоннеса. Был построен при помощи братьев Саулиди. Иконы в храме и резьба по дереву выполнена русскими мастерами. При храме открыт музей, который посвящен врачевателю Луке.